# Kyle Kulinski
Kyle Edward Kulinski (ur. 31 stycznia 1988 w Westchester) – amerykański komentator polityczny, prezenter medialny i youtuber. Gospodarz i producent The Kyle Kulinski Show na swoim kanale YouTube Secular Talk. Jest również współprowadzącym wraz ze swoją żoną Krystal Ball progresywnego podcastu Krystal Kyle & Friends.
Jego kanał w serwisie YouTube we wrześniu 2024 miał ponad 1 310 000 subskrybentów.

## Życiorys
Urodził się 31 stycznia 1988 w rodzinie o polskim i włoskim pochodzeniu. Wychował się na przedmieściach Nowego Jorku w hrabstwie Westchester. Ukończył New Rochelle High School w 2006, a w 2010 Iona College, uzyskując tytuł licencjata z nauk politycznych i dodatkowy kierunek z psychologii. Jego ojciec, Albert Kulinski (1954–2011), był właścicielem salonu samochodowego Chevrolet w New Rochelle.
Określa siebie jako socjaldemokratę i lewicowego populistę, jest współzałożycielem Justice Democrats, będącego political action committee, którego podstawą jest zasada, że popierani przez niego kandydaci muszą odmawiać przyjmowania darowizn od korporacji.
Publikowane przez Kulinskiego treści zalicza się do BreadTube, czyli luźnej i nieformalnej grupy internetowych twórców, którzy zajmują się publikowaniem wideo o lewicowej treści. Sam jednak stwierdził, że walki wewnętrzne w BreadTube sprawiły, że społeczność ta stała się „politycznie bezsilna i nieskuteczna”.
Opisywał siebie jako postępowego, socjaldemokratycznego, agnostycznego ateistę, świeckiego humanistę, lewicowego populistę i lewicowego libertarianina. Opowiada się za powszechną opieką zdrowotną, bezpłatnym czesnym w publicznych szkołach wyższych i uniwersytetach, federalną płacą minimalną, redukcją wydatków wojskowych, nieinterwencją wojskową, zniesieniem kary śmierci, wydatkami na infrastrukturę, legalizacją eutanazji oraz legalizacją, regulacją i opodatkowaniem narkotyków i prostytucji

## Życie prywatne
6 maja 2023 Kyle Kulinski wziął ślub z komentatorką polityczną Krystal Ball. Ceremonii ślubnej udzieliła Marianne Williamson.